# Mostro di Modena
Il Mostro di Modena è un serial killer, mai identificato, responsabile di almeno otto omicidi commessi tra il 1985 e il 1995 a Modena.

## Storia
Tra il 1985 e il 1995, nella città di Modena, si registrarono una serie di brutali omicidi ai danni di prostitute e donne tossicodipendenti. L'ipotesi di un serial killer diventò certezza a causa del modus operandi e del tipo di donne assassinate, spesso prostitute e considerate ai margini della società. Le vittime accertate sono:     

### Giovanna Marchetti
Giovanna Marchetti era una ragazza di 18 anni originaria di Mirandola e risiedente a Medolla con i genitori e il fratello maggiore. Fu vista l'ultima volta il 12 agosto 1985 dal fidanzato Giuseppe Volpe, che si annotava le targhe dei veicoli su cui la Marchetti saliva per prostituirsi al fine di ottenere il denaro necessario all'acquisto di eroina. Il 21 agosto il suo cadavere, in avanzato stato di decomposizione, venne trovato vicino alla fornace di Baggiovara. Vicino al corpo fu rinvenuta una pietra sporca di sangue, arma del delitto con la quale l'assassino aveva sfondato la testa della ragazza. Volpe, indagato ma prosciolto dopo poco tempo, fornì la targa dell'ultima macchina su cui era salita Giovanna quella sera: risultò essere una Ford appartenente all'agricoltore Ennio Cantergiani, anche lui prosciolto per mancanza di prove.      

### Donatella Guerra
Il 12 settembre 1987, presso le cave di San Damaso, venne trovato il corpo senza vita della 22enne Donatella Guerra. Il cadavere, seminudo, presentava segni di violenza sessuale ed era segnato da numerose ferite da arma da taglio al collo e al cuore. Come nell'omicidio della Marchetti, non fu trovata la borsetta con gli effetti personali della ragazza, inoltre si sospettò che il luogo del ritrovamento non corrispondesse anche al luogo del delitto a causa della scarsa quantità di tracce ematiche ritrovate sul posto. Gli inquirenti trovarono un'impronta di scarpa e tracce di pneumatici, appartenenti a una Fiat 131. Dall'analisi sull'impronta di scarpa, venne ritenuto probabile che l'assassino potesse trattarsi di un uomo zoppicante.

### Marina Balboni
Poco più di un mese dopo l'omicidio di Donatella Guerra, il 1° novembre 1987, venne uccisa Marina Balboni, prostituta di 21 anni, il cui cadavere fu ritrovato in un canale sulla strada che collegava Carpi a Gargallo. Marina Balboni era amica di Donatella Guerra e questo incuriosì fin da subito gli investigatori: il padre della vittima, Armando Balboni, dichiarò che la figlia aveva detto “Spero che non facciano fare la stessa fine anche a me” quando egli l'aveva informata della morte di Donatella. L'autopsia stabilì che anche in questo caso l'assassino aveva abusato sessualmente della vittima, poi l'aveva strangolata con il foulard che essa indossava quella sera. I genitori di Marina rivelarono che, pochi giorni prima della morte, la figlia diceva di doversi recare assolutamente a Modena quel sabato perché aveva "un appuntamento importante". Anche in questo caso la borsetta della vittima non fu ritrovata, e il caso venne presto archiviato. 

### Claudia Santachiara
Il 30 maggio 1989, all'inizio dell'autostrada del Brennero, venne trovato il corpo nudo e senza vita della 24enne Claudia Santachiara. La ragazza fu trovata con i collant abbassati e un cappio stretto attorno al collo, che aveva creato un solco sulla pelle e causato la morte per strangolamento. L'autopsia, oltre che ad accertare anche stavolta un abuso sessuale sulla vittima, rivelò tracce di DNA sotto le unghie di Claudia, DNA che però non apparteneva a lei e che quindi rivelava un tentativo di difesa pre-mortem. Un testimone rivelò che quella sera, pur senza avere un rapporto sessuale, si era appartato con Claudia e le aveva lasciato 50 mila lire nella borsetta. Disse che dopo l'omicidio quei soldi erano stati portati via, ma non fu mai chiarito come sapesse questo particolare dato che la borsetta non fu mai ritrovata. Corrado Augias, all'epoca conduttore della trasmissione Telefono giallo, intervistò il testimone, ma il nastro sul quale l'intervista venne registrata fu distrutto. L'ambiente politico modenese venne accusato della distruzione del nastro, accusa mai smentita. Il 13 giugno 1989 venne arrestato Tommaso Nunzio Caliò, pregiudicato seguito dal Centro di Salute mentale di Modena il cui arresto venne ordinato in seguito alla segnalazione di una prostituta, che sostenne che il Caliò aveva provato a rapinarla e strangolarla. Gli inquirenti misero quindi a confronto il DNA di Caliò con quello trovato sotto le unghie di Claudia, ma l'esito fu negativo.

### Fabiana Zuccarini
A dieci mesi dalla morte di Claudia Santachiara, l'8 marzo 1990 venne trovato il cadavere della 21enne Fabiana Zuccarini in un fosso a San Prospero. Fabiana, come Claudia, era stata strangolata ma il suo corpo era vestito a eccezione per le scarpe e le calze. I genitori di Fabiana dissero che la figlia aveva detto loro che quella sera aveva un appuntamento con un uomo che lei chiamava "lo zio ricco". L'uomo, poi identificato, aveva un alibi di ferro. Venne analizzata anche la pista legata al mondo della droga: un amico stretto della vittima aveva infatti rivelato che, una settimana prima di morire, Fabiana avrebbe dovuto fare da scorta a un carico di eroina da Bologna a Modena. Anche questa pista, però, non portò a nulla. Il padre di Fabiana, in seguito, assoldò un investigatore privato tramite il quale scoprì che la sera del 7 marzo Fabiana era stata vista parlare con un uomo in un locale a San Felice sul Panaro. Questo, interrogato, disse solo di averle dato un passaggio a Rivara. La sua abitazione fu perquisita e venne trovata una penna appartenente a Fabiana: l'uomo diventò quindi il principale sospettato, ma l'11 settembre 1991 morì in un incidente stradale e il caso venne archiviato per morte dell'indagato. 

### Anna Bruzzese
Anche stavolta in un fosso a San Prospero, il 4 febbraio 1992 fu trovato il corpo senza vita di Anna Bruzzese, 32 anni. In sede autoptica, venne scoperto che Anna era stata uccisa con diverse coltellate al ventre e che aveva provato a difendersi dal suo assassino, venendo ferita alle braccia e alle mani. Inoltre, anche in questo caso la borsetta della vittima non fu mai ritrovata. Una prostituta della zona riferì che alcune sere prima Anna era stata spinta con la forza da alcune persone dentro un'auto Giulietta di colore scuro: le persone, identificate e interrogate, non vennero riconosciute collegabili alla morte di Anna e il caso venne archiviato.  

### Anna Maria Palermo
Il 26 gennaio 1994, in un canale a Corlo, venne rinvenuto il cadavere della 21enne Anna Maria Palermo, uccisa con dodici coltellate al petto. Il suo fu l'unico caso in cui la borsetta venne effettivamente trovata sulla scena del crimine. Il principale sospettato fu un ex ciclista professionista, a cui Anna Maria aveva rubato una grande quantità di droga. La sera del 25 gennaio numerosi testimoni videro Anna Maria salire sull'auto dell'individuo, tra l'altro con la stessa pettinatura che portava quando ne fu trovato il cadavere. Un'altra testimone disse che la targa dell'auto in questione iniziava con le lettere "PR", che corrispondevano alla targa dell'ex ciclista. Quest'ultimo finì sotto processo, ma si trattava di un processo di tipo indiziario e l'imputato fu assolto per non aver commesso il fatto. Prima del processo, il sacerdote responsabile di una comunità di recupero di nome Don Giancarlo Suffritti dichiarò che una sua utente fu obbligata a eseguire un rapporto sessuale da un uomo che la minacciava con un coltello. L'uomo, poi denunciato, si dichiarava giustiziere delle ragazze tossicodipendenti e quindi poteva essere coinvolto nei precedenti omicidi. Tale individuo, però, non venne mai identificato e anche questo caso archiviato. 

### Monica Abate
La 31enne Monica Abate, considerata l'ultima vittima ufficiale del Mostro di Modena, fu trovata morta nella sua abitazione il 3 gennaio 1995 con una siringa infilata nel braccio sinistro. Venne avanzata l'ipotesi di una morte per overdose, ma l'autopsia rivelò che Monica era stata soffocata da una mano premuta sulla bocca e sul naso. L'assassino aveva dunque infilato la siringa nel braccio di Monica solo dopo il suo decesso, per simularne il suicidio. La ragazza aveva diverse ecchimosi e ferite sulle mani, e sotto le sue unghie c'erano diversi frammenti di pelle. Nel secchio del pattume venne ritrovato un preservativo usato e sulle scale furono rinvenute diverse tracce ematiche, che si rivelarono appartenenti alla coinquilina di Monica. La donna, indagata ma poi prosciolta nel novembre 1997, spiegò quelle tracce dicendo che aveva consumato una dose di eroina in attesa dell'arrivo della madre di Monica, che aveva chiamato proprio a causa della preoccupazione dovuta al silenzio della coinquilina. Un testimone disse che quella notte, intorno alle 4:00, davanti all'abitazione di Monica c'era un'auto dei carabinieri molto prima del ritrovamento del cadavere. Le indagini si concentrarono su due poliziotti che avevano avuto contatti con Monica, uno dei quali aveva avuto precedenti per favoreggiamento alla prostituzione. Il DNA dei due indagati fu comparato con quello trovato sotto le unghie di Monica, ma il profilo genetico non corrispondeva. Anche questo caso fu archiviato dopo alcuni mesi.   
L'allora sostituto procuratore Vito Zincani, che aveva indagato sui delitti del Mostro, tornò a Modena nel 2008 da procuratore capo e dichiarò che alcuni esponenti della Polizia e dei carabinieri furono al tempo arrestati per abuso di potere ed interferenze ambientali, inoltre le indagini svolte nel 1998 furono sommarie dimostrando leggerezza e superficialità nell'analisi della vicenda. 

## Le vittime sospettate
Si sospetta che il mostro di Modena sia l'autore di altri due omicidi, avvenuti nel 1983 e nel 1990 ai danni di prostitute. Le altre due ipotetiche vittime del Mostro sarebbero:     

### Filomena Gnasso
Il 15 novembre 1983, un netturbino trovò il cadavere della 43enne Filomena Gnasso in via Soratore in zona Mercato Bestiame a Modena. La donna, originaria di Aversa, risiedeva a Modena da anni ed era stata uccisa con cinque coltellate. Il caso fu archiviato e attribuito al racket della prostituzione in quanto la donna frequentava quegli ambienti.

### Antonietta Sottosanti
Ai palazzoni del Windsor Park di Modena, nel tardo pomeriggio del 13 ottobre 1990, scoppiò un incendio doloso che richiese l'intervento immediato dei pompieri: questi, arrivati sul posto, scoprirono un cadavere in uno degli appartamenti. Il corpo venne identificato come appartenente alla prostituta Antonietta Sottosanti, che era stata soffocata con una calza di nylon in gola. L'assassino aveva poi appiccato un incendio per tentare di distruggere la scena del crimine.

## Influenza nella cultura di massa
Sulla vicenda del Mostro di Modena è stato girato nel 2019 un docufilm intitolato Labbra Blu – il mostro di Modena, diretto da Gabriele Veronesi.